# Israels fodboldforbund
Israel Football Association (IFA) (hebræisk: ההתאחדות לכדורגל בישראל, HaHitakhdut leKaduregel beYisrael) er Israels nationale fodboldforbund og dermed det øverste ledelsesorgan for fodbold i landet. Det administrerer Ligat ha'Al, statscuppen og fodboldlandsholdet og har hovedsæde i Ramat Gan.
Forbundet blev grundlagt i 1928 under britisk mandat. Det blev medlem af AFC i 1956, men blev i begyndelsen af 1970'erne ekskluderet pga. poltisk pres fra de arabiske lande, der nægtede at spille mod Israels landshold. Efter ikke at have været medlem af noget forbund i 20 år blev IFA i 1994 optaget i UEFA. Landsholdet deltager derfor i dag i de europæiske kvalifikationsturneringer.

## Ekstern henvisning
- football.org.il Arkiveret 16. november 2017 hos  Wayback Machine

| Fodbold | Spire Denne artikel om en fodboldorganisation er en spire som bør udbygges. Du er velkommen til at hjælpe Wikipedia ved at udvide den. |

32°06′N 34°49′Ø / 32.1°N 34.82°Ø